# 弭兵之盟
弭兵会盟，是春秋时期的两次重要的外交事件。弭兵意思为平息战事。出自《左傳·襄公二十七年》：「人曰弭兵，而我弗許。」

## 起因
晋国、楚国两大国之间，有一个中立的力量——宋国。宋国大夫华元不但与晋国执政卿栾武子是好朋友，也和楚国令尹子重交好。华元在知道晋楚互派使臣之后，就在这一年（鲁成公十一年，前580年）的冬天，“如楚，遂如晋，合晋、楚之成。” 华元奔走于晋、楚之间，以调解两国的关系，促成晋楚和平相处。

## 第一次弭兵会盟

### 结盟
周簡王七年（鲁成公十二年、晋厉公二年、宋共公十年、楚共王十二年，前579年），在华元的安排下，晋国的卿士燮与楚国公子罢、许偃在宋国的西门外会盟。签订的合约是：“凡晋、楚无相加戎，好恶同之，同恤灾危，备救凶患。若有害楚，则晋伐之；在晋，楚亦如之。交贽往来，道路无壅；谋其不协，而讨不庭。有渝此盟，明神殛之，俾坠其师，无克胙国。”

### 会盟之后
晋国、楚国第一次弭兵之盟很不稳定。晋楚两国长达半个世纪所积的仇隙，是不可能在短期之内，或者只靠这一纸合约化解的。晋国、楚国双方在形势不利于己时，都希望靠着暂时的休战而得以调整；但是，当形势好转时，就会把盟约抛在脑后，发起新的攻击。签订合约后不久，就爆发了鄢陵之战，楚国被打败。 
鄢陵之战后，战败的一方楚国处在非常困难的境地。不过，胜利的晋国也陷入了危机。晋厉公想乘胜消灭晋国的一些有权势的贵族。于是，提拔左右的近臣，消灭了掌握大权的三郤。不幸的是，晋厉公杀掉郤氏后，反被栾书、中行偃所杀，晋国大乱。秦国又在晋国内乱的时候，经常袭击晋国。晋国内部有大族与国君的斗争，外部强敌咄咄逼人，陷入内忧外患之中。

## 第二次弭兵会盟

### 起因
晋国、楚国、齐国、秦国等春秋时期的强国，都想再一次弭兵。于是，宋国大夫向戌为第二次弭兵积极进行外交活动。鲁襄公二十七年（前546年），晉國、楚國、齊國、秦國、鲁国、衞國、陈国、蔡国、郑国、许国、宋国、邾国、滕国等14国在宋国的西门之外结盟。
列国代表：
- 晋国 赵武
- 楚国 屈建
- 宋国 向戌
- 鲁国 叔孙豹
- 蔡国 公孙归生
- 卫国 石恶
- 陈国 孔奂
- 郑国 良霄
- 齐国 庆封 陈须无

### 结盟
签订的盟约是：“晋、楚之从，交相见也。”意思是：“晋的仆从国要朝贡楚国，而楚的仆从国要朝贡晋国。”与会14国中，齐国作为晋的盟国，不朝拜楚国；秦国为楚国的盟国，亦不朝于晋国。邾国为齐国的附庸，滕国为宋国的附庸，不参与盟会。
弭兵会上，和上次一样，杀气腾腾。楚国的令尹子木曰：“晋、楚无信久矣，事利而已。苟得志焉，焉用有信？”楚人衣内皆裹甲，准备动武，以求做盟主，坚持在盟会时，先进行「歃血」。楚国达到目的之后，在载书上写名时，先写上晋国，第二次弭兵之盟在很紧张气氛之中结束。

### 结盟之后
會盟后，春秋争霸战争暂时停止。战争减少使得中原小国承受的战争灾难与负担减轻很多。但是，这些小国此后“仆仆于晋、楚之庭”，“牺牲玉帛，待于二境”，受到晋国、楚国两国的严重剥削。
前545年，齐景公、陈哀公、蔡景侯、燕懿公、杞文公、胡国君主、沈国君主、白狄朝拜晋国晉平公。
同样，鲁襄公及宋平公、陈哀公、郑简公、許悼公朝拜楚国楚康王。
大国对小国的穷征暴掠使小国“不敢宁居，悉索敝赋，以来会时事。”郑国大夫子产曰：“诸侯靖兵，好以为事，行理之命，无月不至。贡之无艺，小国有阙，所以得罪也。诸侯修盟，存小国也。贡献无极，亡可待也。”（《左传·昭公十三年》）
小国必须「尽其土实，重其币帛，供其职贡，从其时命，贺福吊凶」，对晉國、楚國承担繁重赋税。而晉、楚两国，牺牲了小国的利益，达到暂时的和解。

## 意义
弭兵会盟对春秋时期的变局产生了巨大的影响，它推动春秋历史进程。而「弭兵」运动的成功，反映了宋国，作为弱小国家，在春秋政治舞台上扮演着非常重要的角色，这是宋国外交的极大胜利。